# Kasipalayam (Gobi)
Kasipalayam is een panchayatdorp in het district Erode van de Indiase staat Tamil Nadu. Het dorp ligt in de buurt van de wijk Gobi. 

## Demografie
Volgens de Indiase volkstelling van 2001 wonen er 8.483 mensen in Kasipalayam, waarvan 51% mannelijk en 49% vrouwelijk is. De plaats heeft een alfabetiseringsgraad van 56%.